# Likriktning
Likriktning används inom elektronik för att omvandla växelström till likström. Till detta använder man en likriktare bestående av sammankopplade dioder. Beroende på hur många dioder man använder och hur man kopplar dem kan man skapa antingen en halv- eller helvågslikriktare.
För att ytterligare jämna ut strömmen efter likriktaren kan man koppla på en kondensator, vilket kallas för att glätta strömmen.

## Halvvågslikriktare

### Enfas
| Kopplingsschema för en halvvågslikriktare. |  | Halvvågslikriktarens utsignal |
| Kopplingsschema för en halvvågslikriktare. |  | Halvvågslikriktarens utsignal |

En halvvågslikriktare för enfas består av en diod som i princip fungerar som en backventil. Under strömmens positiva halvperiod släpps strömmen igenom dioden men under den negativa perioden stoppas strömmen av dioden. Detta medför att spänningen inte tillåts att växla polaritet, endast den positiva halvperioden används. Därmed har man åstadkommit en form av likspänning, dock en mycket ojämn sådan. Denna ojämnhet kallas rippel.
Effektivvärdet UL för en halvvågslikriktad signal kan beräknas som 
{\displaystyle U_{L}={\frac {\hat {u}}{\pi }}}
där û är växelspänningens toppvärde (minus diodens spänningsfall).

### Trefas
| Kopplingsschema för en halvvågslikriktare för trefas. |  | Halvvågslikriktarens utsignal |
| Kopplingsschema för en halvvågslikriktare för trefas. |  | Halvvågslikriktarens utsignal |

För halvvågslikriktare till trefas behövs tre dioder, en för varje fas.

## Helvågslikriktare

### Enfas
| Kopplingsschema för en helvågslikriktare för enfas. |  | Helvågslikriktarens utsignal |
| Kopplingsschema för en helvågslikriktare för enfas. |  | Helvågslikriktarens utsignal |

En helvågslikriktare för enfas växelspänning, även kallad likriktarbrygga eller Graetzbrygga, består av fyra dioder som är sammankopplade enligt figuren. Insignalen är en växelspänning som ansluts till de båda polerna märkta ~. Dioderna är vända med katoderna mot den positiva utgången (+) och anoderna mot den negativa utgången (-). Därmed blir strömmens riktning alltid den samma genom en belastning som ansluts till utgångarna. Växelspänningens negativa period omvandlas till en positiv. Den obelastade bryggans utsignal utgör absolutbeloppet av insignalens spänning i enlighet med kurvan i figuren.

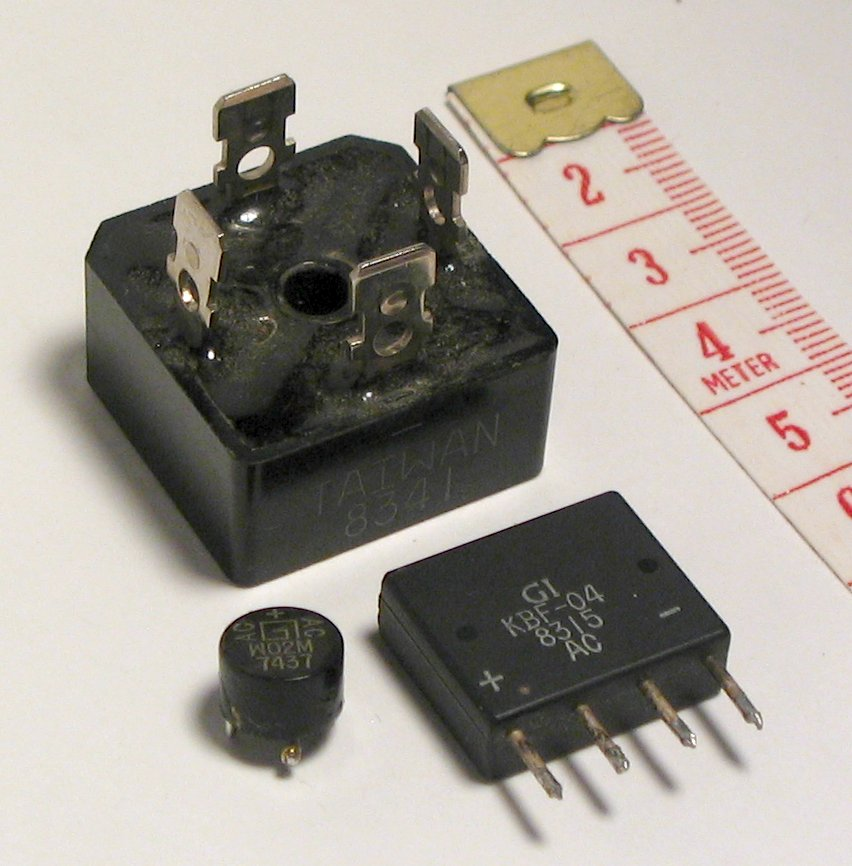
Tre exempel på integrerade likriktarbryggor.

Om bryggan följs av en glättningskondensator blir utsignalen istället en likspänning med ungefär samma värde som växelspänningens toppvärde. Följs bryggan av en belastning uppstår avvikelser, som kallas rippel. Om den likriktade spänningen används för strömförsörjning av en audioförstärkare hörs ripplet som ett dovt brum på växelspänningens dubbla frekvens, det vill säga 100 Hertz för nätaggregat i Europa. Ju lägre resistans i belastningen eller ju större strömstyrka genom belastningen, desto större rippel. 
Ju högre kapacitans i glättningskondensatorn, desto lägre rippel. Följs kopplingen dessutom av en spänningsstabilisator kan ripplet eller brummet praktiskt taget elimineras.

### Trefas
| Kopplingsschema för en helvågslikriktare för trefas (sexpulskoppling). |  | Helvågslikriktarens utsignal |
| Kopplingsschema för en helvågslikriktare för trefas (sexpulskoppling). |  | Helvågslikriktarens utsignal |

I den enklaste helvågslikriktaren för trefas används en så kallad sexpulskoppling. Om en jämnare utsignal krävs används en 12-pulslikriktare som egentligen är två sexpulslikriktare där det ena stegets sekundärlindning är D-kopplad och det andra stegets sekundärledning är Y-kopplad. Vid övergången mellan D och Y-kopplingen fås en 30 graders förskjutning mellan faserna och utspänningen blir jämnare. Detta är önskvärt i till exempel järnvägssammanhang när man sedan vill växelrikta strömmen till exempelvis  16 kV och 16 ⅔ Hz.
I vissa fall används 18 och 36-pulskopplingar, då med sekundärlindningar med en sorts sick-sack-koppling där magnetfälten påverkar varandra så att en modifierad fasförskjutning uppstår. Likriktningen sker alltid i steg om 6-puls.

## Glättning

Kopplingsschema för en helvågslikriktare för enfas med inkopplad rippelkondensator.

Den streckade kurvan visar den likriktade spänningen. Den röda visar kurvan efter glättning

Alla metoder för likriktning ger den likriktade spänningen ett visst rippel. Genom att koppla in en kondensator, som har förmågan att lagra laddningar, kan ripplet minskas. 
Kopplas kondensatorn in enligt bilden till höger, kommer kondensatorn att laddas upp varje gång dess spänning underskrider likriktarens. Likriktaren ger då ström till både lasten och kondensatorn. När likriktarens spänning når sitt toppvärde och dess spänning börjar sjunka, kommer kondensatorns spänning att bli större än likriktarens och kondensatorn kommer att mata lasten. Kondensatorn kan liknas vid ett batteri som omväxlande laddas upp och laddas ur för att göra utspänningen så konstant som möjligt.

## Speciella likriktare

### Kaskadlikriktare (Spänningsflerdubblarkoppling)

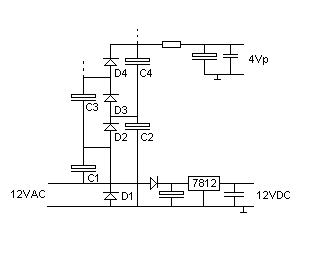
En step-up likriktare

Bilden visar en likriktare där spänningen successivt byggs upp till godtycklig nivå. I det här fallet cirka 4 Vp där Vp är toppvärdet av den inkommande växelspänningen (12 V AC) enligt
{\displaystyle V_{p}={\sqrt {2}}V_{AC}}
vilket är samma som amplituden för en sinusformad signal (elnätets spänning kan normalt anses sinusformad).
Den godtyckliga utspänningen, här benämnd 4 Vp, byggs upp på följande sätt:
När växelspänningen, här benämnd 12 V AC, har polariteten "plus neråt" kommer dioden D1 att leda och ladda upp kondensatorn C1. När sedan polariteten kastas om är C1 redan uppladdad till Vp (om vi bortser från diodens framspänningsfall) varvid denna potential kommer adderas till Vp varvid vi får 2 Vp som potential över C2 och så vidare.
Detta kan upprepas så många gånger som önskas. Vad som är nödvändigt att tänka på är att den totala glättningskapacitansen sjunker för varje steg enligt:
{\displaystyle {\frac {1}{C_{tot}}}=\sum _{k=1}^{N}{\frac {1}{C_{k}}}}
vilket gör att det inte går att ta ut speciellt mycket ström från denna koppling. Detta är dock endast (bortsett från AC-källan) beroende av hur stora kondensatorerna är samt hur många steg som används.
Principen fick stor användning i TV-apparater med bildrör för att få en högspänning på 10–30 kV.

### Likriktare med två dioder

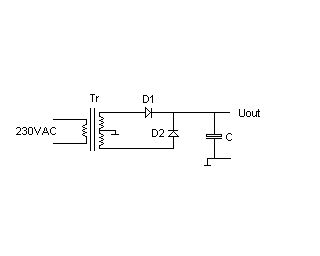
En helvågslikriktare medels dioder

Bilden visar en helvågslikriktare med användande av endast två dioder (D1 och D2) och en transformator (Tr) med delad sekundär lindning (två lika stora lindningar med uttag på mitten).
På grund av den delade lindningens fasegenskaper är den övre lindningen positiv när den nedre är negativ och omvänt. Detta får till följd att när dioden D1 leder spärrar dioden D2 och vice versa varför vi får en helvågslikriktning då både den positiva såväl som den negativa perioden hos växelspänningen tas tillvara och laddar upp kondensatorn C.

### Likriktare likriktarrör

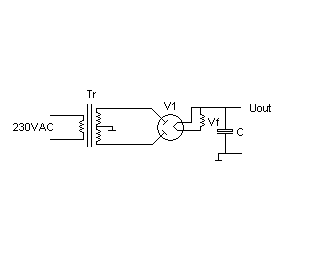
En helvågslikriktare med likriktarör

Bilden visar en helvågslikriktare med direktupphettat likriktarrör (V1) och där transformatorn Tr, behöver en extra lindning, här kallad Vf (från engelskans Filament Voltage), för upphettning av katoden.
Det man bör tänka på vid användande av likriktarrör är dels att det har en inre impedans vilket ger förluster (beroende på rörtyp men typiskt något hundratal Ohm), dels att det normalt inte klarar särskilt stora strömspikar varför kondensatorn C inte bör ha alltför stor kapacitans. 
Det går att lösa detta med hjälp av en filterdrossel mellan röret och kondensatorn C. Problemet som då uppstår är att utgångsspänningen blir lägre än toppvärdet.
Medelvärdet (bortsett från förluster) av en likriktad växelspänning är:
{\displaystyle V_{DC}={\frac {2}{\pi }}\cdot V_{p}}
där Vp är amplituden hos den ursprungliga sinusformade signalen.
Beteckningen V kommer från engelskans Valve som betyder ventil.

### Likriktare för rörslutsteg

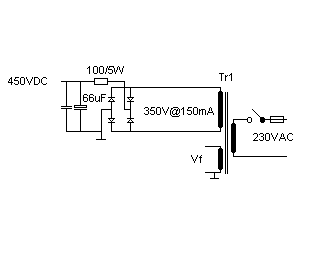
En helvågslikriktare medels dioder

Bilden visar en likriktarkoppling som kan användas för att driva Williamson rörförstärkare. Den använder sig av en helvågslikriktare och glättar sedan utsignalen med ett motstånd i serie med en glättningskondensator (i bilden betecknad med 66 μF).

### Likriktare med dubblering

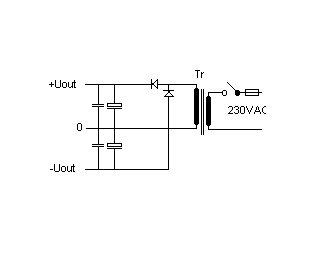
En halvvågslikriktare medels dioder

Till höger visas en halvvågslikriktare med dubbel utspänning från en enda lindning. Vad som krävs är de dubbelt så stora kondensatorerna som enligt
{\displaystyle du={\frac {I}{C}}\cdot dt}
behövs för att glätta spänningen till lämplig nivå. Denna formel går att använda för små spänningsförändringar, det vill säga för relativt stora kondensatorer. dt är normalt 10 ms för helvågslikriktning och 20 ms för halvvågslikriktning. Detta beroende på att elnätet håller ganska precis 50 Hz.

## Mätvärden
Låt 
{\displaystyle u(t)=Asin(wt)}
och
{\displaystyle w=2\pi f={\frac {2\pi }{T}}}
då definieras DC-värdet som
{\displaystyle DC={\frac {1}{T}}\int _{0}^{T}Asin(wt)dt}
och RMS-värdet som
{\displaystyle RMS={\sqrt {{\frac {1}{T}}\int _{0}^{T}A^{2}sin^{2}(wt)dt}}}

### Halvvågslikriktning
En halvvågslikriktad signal är bara aktiv under halva periodtiden (det vill säga T/2).
{\displaystyle DC={\frac {1}{T}}\int _{0}^{T/2}Asin(wt)dt={\frac {A}{T}}[-{\frac {1}{w}}cos(wt)]_{0}^{T/2}={\frac {A}{\pi }}}
{\displaystyle RMS={\sqrt {{\frac {1}{T}}\int _{0}^{T/2}A^{2}sin^{2}(wt)dt}}={\sqrt {{\frac {A^{2}}{2T}}\int _{0}^{T/2}(1-cos(2wt))dt}}={\sqrt {{\frac {A^{2}}{2T}}[t-{\frac {1}{2w}}sin(2wt)]_{0}^{T/2}}}={\frac {A}{2}}}

### Helvågslikriktning
En helvågslikriktad signal är aktiv under hela periodtiden men pulserar bara enpoligt (oftast positivt).
{\displaystyle DC={\frac {1}{T}}\int _{0}^{T}Asin(wt)dt={\frac {A}{T}}[-{\frac {1}{w}}cos(wt)]_{0}^{T}={\frac {2A}{\pi }}}
{\displaystyle RMS={\sqrt {{\frac {1}{T}}\int _{0}^{T}A^{2}sin^{2}dt}}={\sqrt {{\frac {A^{2}}{2T}}\int _{0}^{T}(1-cos(2wt))dt}}={\sqrt {{\frac {A^{2}}{2T}}[t-{\frac {1}{2w}}sin(2wt)]_{0}^{T}}}={\frac {A}{\sqrt {2}}}}

### Användning och sammanfattning
Eftersom signalen för RMS är kvadrerad får man samma effektivvärde (RMS) för en ren AC som man får för en helvvågslikriktad "AC". Om man således kopplar en lysdiod på ren AC får man följande jämförande uttryck:
{\displaystyle {\frac {RMS_{HW}}{RMS_{AC}}}={\frac {A/2}{A/{\sqrt {2}}}}={\frac {1}{\sqrt {2}}}}
Så länge som signalen är sinusformad blir alltså den halvvågslikriktade RMS-strömmen genom lysdioden A/2.
De flesta lite billigare instrumenten mäter DC-värdet istället för det riktiga "värmevärdet" dvs RMS. I fallet halvvåg får man då ett fel enligt
{\displaystyle {\frac {RMS_{HW}}{DC_{HW}}}={\frac {A/2}{A/\pi }}=1,57}
det vill säga att RMS-värdet är 57 % högre än det som avläses.
I fallet helvåg blir felet mindre enligt
{\displaystyle {\frac {RMS_{FW}}{DC_{FW}}}={\frac {A/{\sqrt {2}}}{2A/\pi }}=1,11}
som dock fortfarande är 11 % mer än vad instrumentet visar.